# 克里斯蒂安·沃爾夫
克里斯蒂安·沃尔夫（德語：Christian Wolff，1679年1月24日—1754年4月9日），德国哲学家、数学家。他同時為哲學家萊布尼茲的學生。他将哲学分为理论哲学和实践哲学，前者包括本体论、宇宙论、心理学和神学，统称形而上学，后者包括伦理学、政治学、经济学。逻辑学为一切学科的导论，他的哲学分类法对后世影响很大。

## 參看
- 哲學
- 康德